# Psychomyia kerynitia
Psychomyia kerynitia is een schietmot uit de familie Psychomyiidae. De soort komt voor in het Oriëntaals gebied.